# Tücsök kalandok New Yorkban
A Tücsök kalandok New Yorkban (eredeti címek: Mr. Bug Goes to Town, Hoppity Goes to Town és Bugville) 1941-ben bemutatott amerikai rajzfilm, amelyet Dave Fleischer rendezett. Az animációs játékfilm producere Max Fleischer. A forgatókönyvet Dave Fleischer, Dan Gordon, Tedd Pierce és Isadore Sparber írta, a zenéjét Leigh Harline szerezte. A mozifilm a Fleischer Studios gyártásában készült, a Paramount Pictures forgalmazásában jelent meg. Műfaja zenés film. Amerikában 1941. december 5-én mutatták be a mozikban. Magyarországon két szinkron változat is készült belőle, amelyből az elsőt 1994 októberében adták ki VHS-en, a másodikat 2018. október 14-én a FilmBox Premium csatornán vetítették le a televízióban.

## Szereplők
| Szereplő      | Eredeti hang  | Magyar hang                          | Magyar hang                    | Fajta       |
| Szereplő      | Eredeti hang  | 1. magyar változat (Best Kft., 1994) | 2. magyar változat (SPI, 2018) | Fajta       |
| ------------- | ------------- | ------------------------------------ | ------------------------------ | ----------- |
| Hoppi         | Stan Freed    | Bolba Tamás                          | Kisfalusi Lehel                | tücsök      |
| Zümi          | Pauline Loth  | Kisfalvi Krisztina                   | Czető Zsanett                  | méh         |
| Bogár úr      | Ted Pierce    | Gesztesi Károly                      | Dolmány Attila                 | cserebogár  |
| Zümmögi úr    | Jack Mercer   | Szabó Ottó                           | Kajtár Róbert                  | méh         |
| Röpi          | Jack Mercer   | Szokol Péter                         | Seszták Szabolcs               | légy        |
| Szúri         | Carl Meyer    | Kassai Károly                        | Kapácsy Miklós                 | szúnyog     |
| Katicabogárné | Margie Hines  | Pásztor Erzsi                        | Halász Aranka                  | katicabogár |
| Méh cserkész  | Mae Questel   | Bartucz Attila                       | Szokol Péter                   | méh         |
| Csigabiga úr  | Pinto Colvig  | Rosta Sándor                         | Rosta Sándor                   | csiga       |
| Dick          | Kenny Gardner | Koroknay Géza                        | Szentirmai Zsolt               | férfi ember |
| Mary          | Gwen Williams | Götz Anna                            | Orosz Helga                    | női ember   |

További magyar hangok (1. magyar változatban): Bartucz Attila, Garai Róbert, Imre István, Némedi Mari, Szoó György, Wohlmuth István

## Televíziós megjelenések
HBO (1. magyar szinkron), FilmBox Premium (2. magyar szinkron) 